# Петрозагір'я
Петрозагі́р'я — село в Україні, у Попельнастівській сільській громаді Олександрійського району Кіровоградської області. Населення становить 57 осіб.

## Населення
Згідно з переписом УРСР 1989 року чисельність наявного населення села становила 139 осіб, з яких 65 чоловіків та 74 жінки.
За переписом населення України 2001 року в селі мешкало 114 осіб.

### Мова
Розподіл населення за рідною мовою за даними перепису 2001 року:
| Мова       | Відсоток |
| ---------- | -------- |
| українська | 98,28 %  |
| російська  | 1,72 %   |